# Neomintho curulis
Neomintho curulis är en tvåvingeart som först beskrevs av Henry J. Reinhard 1943.  Neomintho curulis ingår i släktet Neomintho och familjen parasitflugor. Inga underarter finns listade i Catalogue of Life.